# Zagan Aman
Zagan Aman (russisch Цага́н Ама́н; kalmückisch Цаһан Аман) ist eine Siedlung (possjolok) in der Republik Kalmückien in Russland mit 6027 Einwohnern (Stand 14. Oktober 2010).

## Geographie
Der Ort liegt etwa 230 km Luftlinie nordöstlich der Republikhauptstadt Elista am rechten Ufer des rechten Wolga-Armes Werchnekopanowskaja Woloschka, der dort durch die Werchnekopanowski-Insel vom breiteren linken Hauptarm des Flusses getrennt wird. Zagan Aman befindet sich in dem etwa 10 km breiten Streifen, der den einzigen Zugang der Republik Kalmückien zur Wolga sowie auch einem kleinen Gebiet an deren linkem Ufer gegenüber dem Ort bildet.
Zagan Aman ist Verwaltungszentrum des Rajons Justinski sowie Sitz der Landgemeinde Zaganamanskoje selskoje posselenije, zu der noch die gut 3 km östlich am gegenüber liegenden, linken Wolga-Ufer befindliche Siedlung (possjolok) Zagan Bulg gehört. Etwa vier Fünftel der Einwohner sind Kalmücken, der Rest überwiegend ethnische Russen.

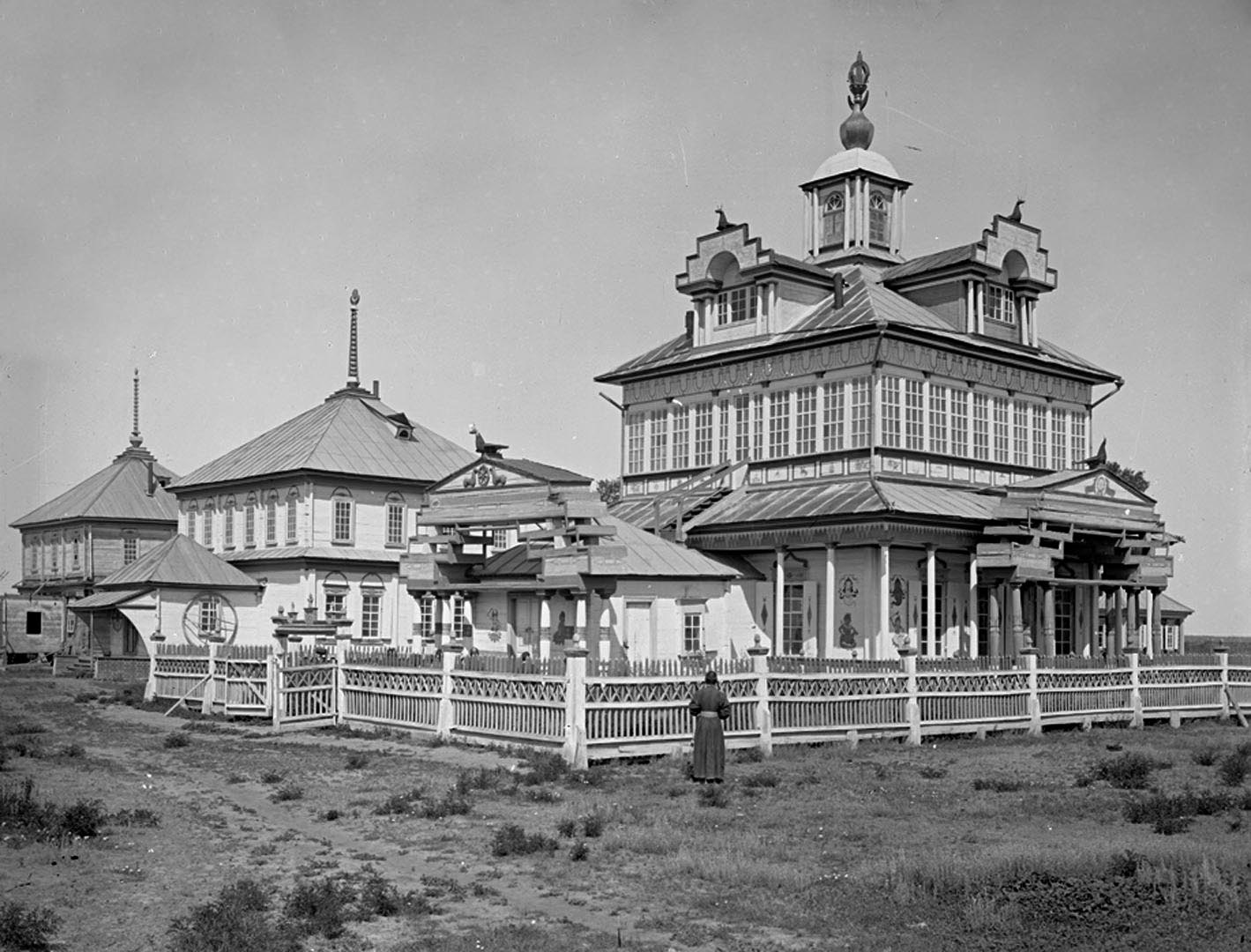
Churul (buddhistisches Kloster) in Zagan Aman, vor 1917 (zerstört 1935)
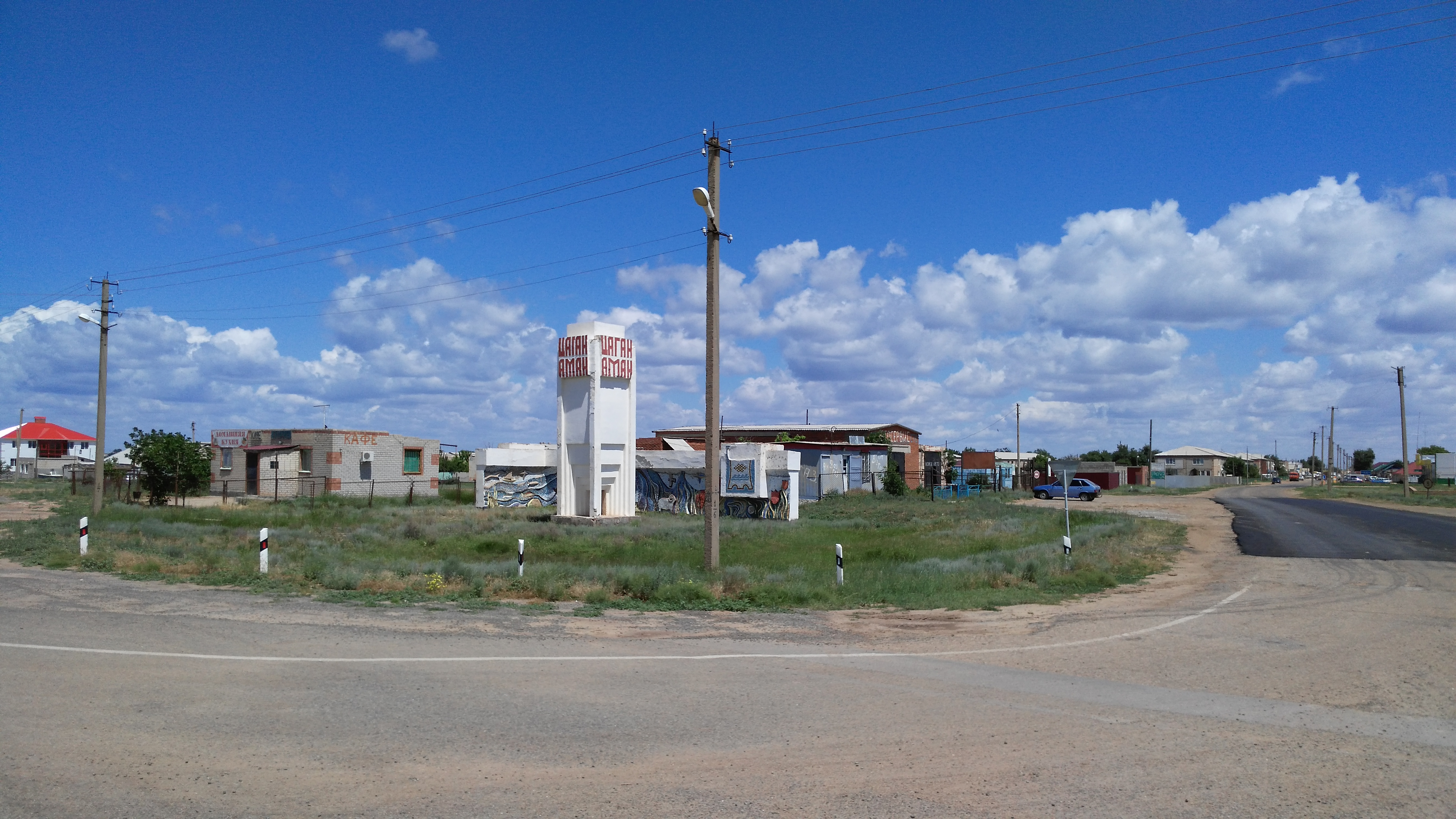
Einfahrt von der Fernstraße R22 nach Zagan Aman

## Geschichte
Der Ort wurde erstmals 1818 urkundlich erwähnt; als Gründungsjahr wird in dem Dokument 1798 angegeben, als am linken Wolga-Ufer im Bereich des heutigen Gemeindeteils Zagan Bulg ein erstes buddhistisches Kloster (Churul) entstand. Später wurde er an die heutige Stelle am rechten Wolga-Ufer verlegt. Ab spätestens Mitte des 19. Jahrhunderts wurde er als Verwaltungssitz und Hauptlager für den Ulus Bagazochurowski der nomadisch lebenden Kalmücken geführt. Die Ansiedlung befand sich auf dem Territorium der sonderverwalteten sogenannten Kalmückensteppe (Kalmyzkaja step) des Gouvernements Astrachan. Der Ortsname steht im Kalmückischen wörtlich für „Weißes Ufer“, auch interpretiert als „Glückliches Ufer“.
Nach Gründung der Kalmückischen Autonomen Oblast 1920 kam Zagan Aman 1921 zum neugebildeten Priwolschki ulus mit Sitz in Kalmyzki Basar (ab 1927 Kanukowsk, ab 1944 Priwolschski, seit 1965 als einer der nordwestlichen Stadtteile am rechten Wolga-Ufer nach Astrachan eingemeindet). Bereits am 14. Februar 1923 wurde der Priwolschski ulus wieder aufgelöst und die frühere Gliederung wiederhergestellt, aber 1930 in anderen Grenzen, jedoch wiederum mit Zagan Aman, neu ausgewiesen. Nach der Auflösung der Kalmückischen ASSR und der Deportation der gesamten kalmückischen Bevölkerung Ende 1943 wurde das Gebiet der neu gebildeten Oblast Astrachan angeschlossen, und der Ort selbst 1952 in Burunny umbenannt.
Nach der Wiederherstellung der kalmückischen Autonomie am 12. Januar 1957 (ab 1958 wieder als Kalmückische ASSR) wurde der Ort dem seit 1938 bestehenden Justinski rajon zugeordnet und dessen Verwaltungssitz am 22. März 1957 nach Burunny verlegt (die namensgebende Siedlung Justa liegt gut 60 km südwestlich). Am 22. März 1961 wurde der historische Ortsname wiederhergestellt. Von 1965 bis 1992 besaß der Ort den Status einer Siedlung städtischen Typs, unter der russischen Schreibweise Zagan-Aman (mit Bindestrich).

### Bevölkerungsentwicklung
| Jahr | Einwohner |
| ---- | --------- |
| 1859 | 220       |
| 1959 | 2100      |
| 1970 | 4662      |
| 1979 | 5569      |
| 1989 | 6545      |
| 2002 | 5926      |
| 2010 | 6027      |

Anmerkung: ab 1959 Volkszählungsdaten

## Verkehr
Westlich am Ort vorbei verläuft die föderale Fernstraße R22 Kaspi, die Kaschira bei Moskau über Wolgograd mit Astrachan verbindet. In zunächst südwestlicher Richtung zweigt bei Zagan Aman die Regionalstraße 85K-3 ab, die durch den Ostteil der Republik, unter anderem über das frühere Rajonzentrum Justa führt und nach gut 150 km bei der Siedlung Utta die föderale Fernstraße R216 von Astrachan über Elista nach Stawropol erreicht.
Die per Straße nächstgelegene Bahnstation befindet sich etwa 170 km südöstlich in Astrachan; die Stationen an der nur etwa 20 km entfernt links der Wolga entlangführenden Bahnstrecke Wolgograd/Saratow – Astrachan sind auf dem Landweg nicht direkt erreichbar, da Brücken oder reguläre Fährverbindungen über den Fluss zwischen Wolgograd und Astrachan fehlen.